# 保罗·万乔普
保罗·塞萨尔·万乔普·沃森（1976年7月31日—），前哥斯达黎加足球运动员，退役後重返母會希雷迪亞諾擔任教練。
万乔普早在1996年以20之齡投身英格蘭聯賽，先後效力於德比郡、西汉姆联、曼城三家球會，及後轉赴西班牙效力马拉加。自2005年起万乔普回到哥斯達黎加球會效力。他也曾代表國家隊出戰2002年世界杯和2006年世界杯，但皆在分組賽出局， 打入三球。由於受長期傷患困擾，於2007年宣布退役，結束分別效力7個國家9支球隊長達12年的足球生涯。